# Massengräber in Celje
Massengräber entstanden auf dem Gebiet der heutigen Stadtgemeinde Celje, Slowenien, während und nach dem Zweiten Weltkrieg.
Zu den 11 bekannten Massengräbern in der Stadt Celje selbst und 14 außerhalb der Kernstadt gehören einige der größten Massengräber in Slowenien.

## Liste der Massengräber in der Stadt Celje
In Celje wurden folgende Massengräber gefunden:
- Das Grab Selce 1 (Grobišče Selce 1), auch bekannt als Grab an der Trafo-Station Selce (Grobišče Trafo postaja Selce) enthält die Überreste von 50 bis 100 Opfern.[2]
- Das Grab Selce 2 (Grobišče Selce 2) befindet sich in der Nähe.[3]
- Das Grab auf dem städtischen Friedhof 1 (Grobišče na mestnem pokopališču 1) befindet sich im Südteil des städtischen Friedhofs von Celje und enthält die Überreste von sechs unbekannten Opfern.[4]
- Die Gräber auf dem städtischen Friedhof 2 und 3 (Grobišče na mestnem pokopališču 2,3) enthalten Opfer, die 1945 im Stadtpark und an anderen Stellen der Stadt gefunden und hier beerdigt wurden.[5][6]
- Das Grab am Gesegneten Brunnen (Grobišče Žegnani) liegt im Stadtteil Selce.[7]
- Das Zgornja Hudinja Massengrab (Grobišče Zgornja Hudinja) im Stadtteil Zgornja Hudinja. Nach Untersuchungen im September 1997 liegen dort die Überreste von mindestens 37 männlichen und drei weiblichen Ustaša-Kämpfern und Zivilpersonen.[8]
- The Klukec-Massengrab (Grobišče Klukec) liegt im Stadtteil Spodnja Hudinja.[9]
- Das Sonnenscheinpark-Massengrab (Grobišče Sončni park) liegt im nördlichen Teil der Stadt. Hier wurden 50 bis 100 deutsche Kriegsgefangene begraben, die im Juli und August 1946 in einem benachbarten Lazarett verstorben waren.[10]
- Das Grab in der Tumastraße (Grobišče ob Tumovi ulici) liegt nördlich von Zgornja Hudinja und enthält die Überreste von vier deutschen Kriegsgefangenen und zwei Zivilisten, die im Juni 1945 ermordet wurden.[11]
- Das Babno 19B Grab (Grob pri domačiji Babno 19B) liegt im Nordwesten von Celje.[12]

## Massengräber in Dörfern der heutigen Stadtgemeinde Celje
Weitere Gräber befinden sich in der Umgebung von Celje: Medlog (drei Gräber), Šmarjeta pri Celju (ein Grab), Bukovžlak (sechs Gräber), Vrhe (ein Grab), Teharje (zwei Gräber) und Zvodno (ein Grab).

### Bukovžlak
- Massengräber an der Čater-Wiese 1 und 2 (Grobišče na Čatrovem travniku 1, 2)[13][14]
- Massengrab unterhalb der städtischen Deponie (Grobišča pod komunalno deponijo)[15]

- Militärdepot-Massengrab (Grobišča na območju vojaških skladišč)[16]
- Massengrab an der Barriere hinter der Wiese (Grobišče v pregradi Za travnikom)[17]
- Bežigrad-Massengrab (Grobišče Bežigrad): deutsche Kriegsgefangene und Zivilpersonen, Slowenische Landwehr, Ustascha, slowenische und Roma-Zivilpersonen[18]

### Košnica pri Celju
- Massengrab 1/Massengrab "Grab der Frauen" (Grobišče 1/"ženski grob")[19]
- Massengrab 2 (Grobišče 2)[20]
- Massengrab 3 (Grobišče 3)[21]

### Medlog
- Massengrab in der Lipovšek Wiese oder im Šef Wald (Grobišče Lipovškov travnik): 400 kroatische Zivilisten[22]
- Slovenijales Massengrab (Grobišče Slovenijales): unbekannte Anzahl kroatischer Zivilisten[23]
- Tirdrož oder Tirgut Massengrab (Grobišče Tirdrož), unbekannte Anzahl Kroaten[24]

### Šmarjeta pri Celju
- Hmezad Massengrab (Grobišče Hmezad): neun deutsche und 10 russische Kriegsgefangene[25]

### Teharje
- Janez Mlinar Massengrab (Grobišče Mlinarjev Janez): bis zu 6000 Mitglieder der Slowenischen Landwehr, der Ustascha, sowie deutsche und slowenische Zivilisten, die von Mai bis Dezember 1945 umgebracht wurden.[26]
- Massengrab auf dem Friedhof (Grobišče pri pokopališču): 130 deutsche Soldaten und Kriegsgefangene sowie kroatische Flüchtlinge[27]

### Tremerje
- Savinja-Massengrab (Grobišče ob Savinji): sechs Zivilisten aus Celje[28]

### Vrhe
- Teharje Mass Grave (Grobišče Teharje): unbekannte Anzahl deutscher und slowenischer Gefangener[29]

### Zvodno
- Pečovnik Massengrab (Grobišče Pečovnik): 5000 bis 10000 Opfer, die im Mai und Juni 1945 umgebracht wurden.[30]